# Хлібна (зупинний пункт)
Хлі́бна — пасажирський залізничний зупинний пункт Харківської дирекції Південної залізниці на електрифікованій лінії Мерефа — Лозова між станціями Панютине (2 км) та Лозова (5 км). Неподалік зупинного пункту відгалужується лінія Хлібна — Дачний у напрямку станції Берестин (північний обхід Лозової). Розташований в однойменному селі Лозівського району Харківської області.

## Пасажирське сполучення
На платформі Хлібна зупиняються приміські електропоїзди Харківського та Лозівського напрямків.